# Сельское поселение «Доронинское»
Се́льское поселе́ние «Доронинское» — муниципальное образование в Улётовском районе Забайкальского края Российской Федерации.
Административный центр — село Доронинское.

## История
Статус и границы сельского поселения установлены Законом Читинской области от 19 мая 2004 года «Об установлении границ, наименований вновь образованных муниципальных образований и наделении их статусом сельского, городского поселения в Читинской области».
Закон Забайкальского края от 25 декабря 2013 года № 922-ЗЗК «О преобразовании и создании некоторых населенных пунктов Забайкальского края»:
Распоряжением Правительства России от 11 октября 2018 г. № 2186-р присвоено наименование вновь образованному населенному пункту — село Стародоронинское.

## Население
| 2010 | 2011 | 2012 | 2013 | 2014 | 2015 | 2016 |
| ---- | ---- | ---- | ---- | ---- | ---- | ---- |
| 796  | ↘794 | ↗797 | ↘791 | ↘772 | ↘750 | ↘732 |
| 2017 | 2018 | 2019 | 2020 | 2021 |      |      |
| ↘714 | ↘705 | ↘679 | ↘670 | ↘488 |      |      |

## Состав сельского поселения
| № | Населённый пункт | Тип населённого пункта       | Население |
| - | ---------------- | ---------------------------- | --------- |
| 1 | Доронинское      | село, административный центр | ↘663      |
| 2 | Стародоронинское | село                         |           |